# Тарасенко-Отрешков, Наркиз Иванович
Наркиз Иванович Тарасенко-Отрешков (Атрешков, 1803— 5 декабря 1873, Париж) — русский литератор и экономист.
Из малороссийского дворянского рода. Окончил Московский Благородный университетский пансион (1823). Служил в Департаменте внешней торговли (1823—1824), в Комитете управления театрами (1825—1827), в Государственном коммерческом банке (1828—1831), в Министерстве внутренних дел (1831—1836), в V отделении Собственной Е. И. В. канцелярии (1836—1838), в Министерстве государственных имуществ (1838—1841), в Почтовом департаменте («на собственном содержании» 1841—1846, сверхштатным чиновником 1855—1868). Вышел в отставку в чине действительного статского советника.
Печатался в «Сыне отечества», «Северной пчеле», «Санкт-Петербургских ведомостях». Основал и издавал «Журнал общеполезных сведений» (1833).
В сентябре 1832 года согласился быть соиздателем с Пушкиным газеты «Дневник. Политическая и литературная газета». Издание не состоялось, поскольку Тарасенко-Отрешков намеревался единолично руководить газетой. После смерти Пушкина назначен членом Опеки над его детьми и имуществом. На этом посту осуществил неудовлетворительное издание собрания сочинений Пушкина (1838—1841), а значительную часть пушкинской библиотеки расхитил и продал, а также присвоил некоторые пушкинские вещи и автографы.
Был знаком с Лермонтовым, который вывел его в «Княгине Лиговской» под именем Горшенко.
Занимался предпринимательской деятельностью: организовал Общество дилижансовых линеек «Омнибус», перчаточную фабрику «Олимп», «Товарищество поземельного банка» и т. д. Все эти предприятия принесли ему только убытки и в конечном счёте разорение.
В последние годы жизни отправился в путешествие по Европе, во время которого и умер.

## Публикации
- «О золоте и серебре» (Санкт-Петербург, 1856);
- «Посещение в Крыму армий союзников и исчисление потерь в людях и деньгах, понесенных Францией, Англией и Пьемонтом в нынешнюю войну их против России» (Санкт-Петербург, 1857);
- «Беседы с землевладельцами и торговцами» (Санкт-Петербург, 1858);
- «Индия и ее отношение к России» (Санкт-Петербург, 1858);
- «Причины нынешнего безденежья в России и средства к ослаблению их действия» (Санкт-Петербург, 1861);
- «Очерки положения хлебной производительности России и ее заграничного отпуска хлебов» (Санкт-Петербург, 1863);
- «Введение в России международной метрической системы веса, меры и монеты» (Санкт-Петербург, 1871);
- «Заметки в поездку во Францию, Северную Италию, Бельгию и Голландию» (Санкт-Петербург, 1871);
- «Заметки в поездку на минеральные воды в Крейцнах и Эмс» (Санкт-Петербург, 1872).